# Sidomulyo (Mesuji)
Sidomulyo is een bestuurslaag in het regentschap Mesuji van de provincie Lampung, Indonesië. Sidomulyo telt 3750 inwoners (volkstelling 2010).